# Сортировочная (платформа, Москва)
Москва́-Сортиро́вочная — остановочный пункт Казанского и Рязанского направлений Московской железной дороги в Москве. Расположен вдоль Юрьевского переулка. Расстояние по путям от Казанского вокзала составляет 5 км.
Состоит из двух посадочных платформ, боковой (западной) и островной (восточной). Островная платформа имеет выход в город по подземному переходу, расположенному в южной части станции. Боковая платформа обслуживает II путь, островная I и IV пути. III путь Казанского направления идёт через сортировочный парк Перово IV станции Перово вдали от остановочного пункта.
В южной части платформы имеют небольшой изгиб, возникший в результате удлинения для возможности приёма более длинных электропоездов. Платформы слегка смещены друг относительно друга: боковая находится южнее.
Через мост над платформой — выход на улицу Буракова и к депо.
Современный вид (навесы, окраска) приобрёл после реконструкции в 2003—2004 гг. Платформы выложены красноватой плиткой.
Оборудован турникетами. Относится к первой тарифной зоне.

## Наземный общественный транспорт
На этой станции можно пересесть на следующие маршруты городского пассажирского транспорта:
- Автобусы: с636, 695